# Joe Horan
Joe Horan (ur. 6 listopada 1878 roku w Troy, zm. 16 września 1932 roku) – amerykański kierowca wyścigowy.

## Kariera
W swojej karierze Horan startował głównie w Stanach Zjednoczonych w mistrzostwach AAA Championship Car oraz towarzyszącym mistrzostwom słynnym wyścigu Indianapolis 500. W 1910 roku Amerykanin wygrał wyścig w Atlancie (na dawnym torze Atlanta Motordrome), który jednak nie był zaliczany do klasyfikacji mistrzostw AAA. W pierwszym sezonie startów w wyścigach punktowanych, w 1912 roku pojawił się jedynie w stawce wyścigu o Grand Prix Stanów Zjednoczonych, w którym uplasował się na siódmej pozycji. Z dorobkiem czterdziestu punktów został sklasyfikowany na 37 miejscu w końcowej klasyfikacji kierowców. W tym samym roku jako ósmy osiągnął linię mety toru Indianapolis Motor Speedway. W sezonie 1913 wystartował łącznie w dwóch wyścigach, w ciągu których zdobył dwadzieścia punktów. Dało mu to 48 miejsce w klasyfikacji generalnej. W ostatnim sezonie startów, w 1914 roku, w ciągu trzech wyścigów zdobył dziesięć punktów. Został sklasyfikowany na 47 pozycji w klasyfikacji kierowców.